# Santa Maria de la Vansa
Santa Maria de la Vansa o església de la Mare de Déu de la Vansa és una església del municipi de Vilanova de Meià (Noguera) inclosa en l'Inventari del Patrimoni Arquitectònic de Catalunya.
Les ruïnes de l'església es troben a uns 50 m a ponent dels habitatges troglodítics de les balmes de la Vansa, al barranc de la Font Freda, al nord del poble de Tòrrec.

## Història
Fins a l'actualitat es tenen escasses notícies històriques de la parròquia del lloc de la Vansa. Se sap que era dedicada a Santa Maria i que l'any 1391 el capellà que la regia va satisfer una lliura i cinc sous en concepte del delme recaptat aquell dins la diòcesi d'Urgell. Cal suposar que les seves funcions parroquials perduraren fins al despoblament del lloc, i després esdevingué una capella rural.

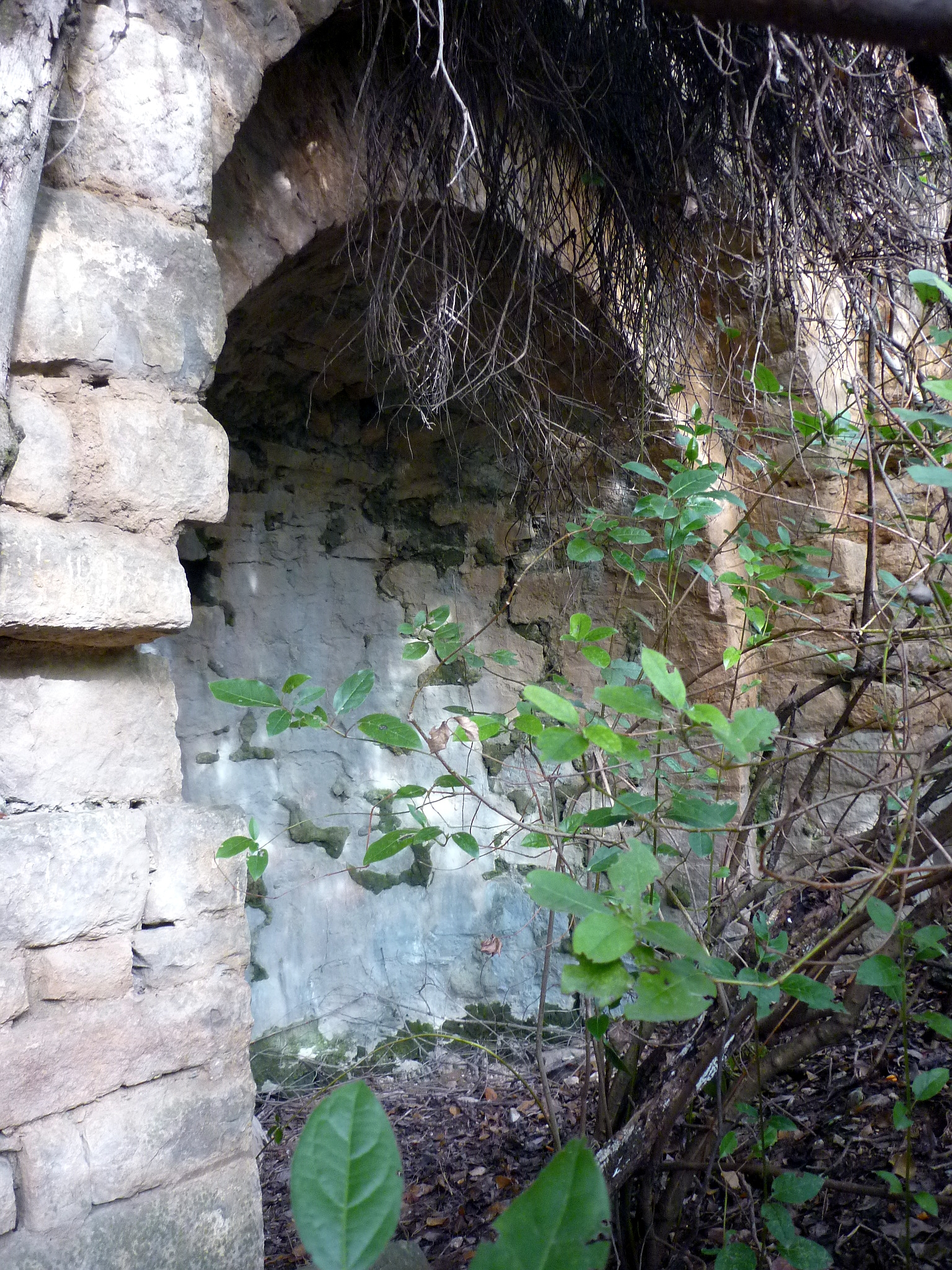
Absidiola lateral

## Arquitectura
No correspon exactament a una edificació troglodítica com Santa Coloma de l'Espluga de Cuberes, al Pallars sinó que és un edifici exempt, adossat pel costat nord a la roca; per aquesta banda a través de dues obertures, comunica amb una balma. Tenia una sola nau coberta amb volta de canó de perfil semicircular, reforçada per tres arcs torals i suportada al nord per dos arcs formers al sector de llevant que adapten l'estructura a les desigualtats de la paret de la roca. L'arc former de llevant és, en realitat, l'arc presbiteral d'un absis lateral semicircular, obert també a través d'un arc presbiteral, del qual només resten els brancals del costat nord. L'absis principal és pràcticament aterrat, però n'és visible encara el perímetre; hi ha una finestra de doble esqueixada tancada, que dona a la roca. Devia haver-hi tres obertures absidals de doble esqueixada, de les que només queden més restes que la finestra nord. No ha perviscut cap altra obertura però la part de mur sud que es conserva té una cantonada amb un galze molt erosionat que pot correspondre a la porta del temple. A l'interior de la nau i adossada a l'angle nord-oest hi ha una estructura formada per una estança circular de dos metres de diàmetre coberta amb una cúpula semiesfèrica, la part superior de la qual devia formar una mena de cor o tribuna. L'estat d'aquest sector, cobert de vegetació, impedeix precisar-ne la filiació i les característiques arquitectòniques d'aquest element que no se sap si correspon a l'obra original o a una refacció; tampoc no se sap quina era la seva funció.
L'aparell constructiu és format per carreuó a penes escairat, disposat uniformement. És un tipus de parament propi de l'arquitectura de la fi del segle xi i segueix una tipologia freqüent a la zona del Segre Mitjà, amb dos absis disposats asimètricament, l'un central i l'altre lateral.